# ネットワーク監視
ネットワーク監視（ネットワークかんし、英語：Network monitoring）とは、コンピュータネットワークの性能低下や障害を定期的に監視すること、またはそのシステムを指す。ネットワーク監視システムはネットワーク管理者に、電子メールその他の手段で警報を通知する。ネットワーク管理機能の一部である。

## 概要
侵入検知システムは外部からの侵入を監視するが、ネットワーク監視システムは、負荷の異常な高まり、サーバの障害、ネットワーク接続障害、ネットワーク機器障害などを監視する。
例えば、Webサーバの状態を知るには、監視ソフトウェアが定期的にHTTP要求を送ってページを取得する。電子メールサーバなら、SMTP でテストメッセージを送り、IMAP か POP3 で受信してみる。
典型的な計測尺度としては、応答時間や可用時間などがあるが、最近では堅牢性や信頼性の尺度が一般化しつつある。
コネクションを確立できないとか、タイムアウトが発生したり文書やメッセージが取得できないなど、状態取得に失敗すると、監視システムは何らかのアクションを起こす。このアクションは様々で、システムアドミニストレータがその場にいなくとも電子メールやポケットベルなどで警報を送ったり、自動的にフェイルオーバーして問題のあるサーバを切り離し、修理を待つなどの対応が行われる。
また、ネットワーク監視をサービスとして提供する企業もある。これは、Webサイトを外部から監視するもので、応答時間の低下、障害発生、コンテンツ改ざんなどを監視し、問題を検知すると同サイトの管理者に通知するサービスである。

## 関連プロトコル
ネットワーク監視システムが調べることができるプロトコルとして、HTTP、HTTPS、FTP、SMTP、POP3、IMAP、DNS、SSH、TELNET、SSL、TCP、ping などがある（他のポートも監視可能）。監視間隔は数時間から1分程度まで様々である。

## ネットワーク監視ソフトウェア
フリーソフトウェアおよびOS標準機能
- ping プログラム
- MRTG
- SNMP サーバ
- Nagios
- Colasoft Capsa
- Pandora FMS
- Icinga

## ネットワーク管理システム
- Micro Focus Network Node Manager i
- IBM Tivoli Netview
- IBM Tivoli Netcool
- Ipswitch WhatsUp gold
- Hinemos

## モニタリングツール（アプリやインフラ、データベースなどの監視ツール
- Datadog
- New Relic
- Amazon CloudWatch
- Dynatrace
- CA UNIM (Nimsoft)
- Cisco Meraki Alerts Dashboard
- Google StackDriver
- IBM Cloud
- Microsoft Azure Alerts
- Logz-io
- Moogsoft
- SignalFx
- Zabbix Webhook

## APIマネジメント
- API Fortress connector
- AppView X
- Cisco Webex Teams
- Oracle Developer Cloud Service

## ITサービスマネジメント
- Atlassian JIRA Cloud

- BMC Remedy
- ServiceNow
- Microsoft SCOM

## チャットコラボレーション
- HipChat Extension
- Slack
- Microsoft Teams
- Zapier

## ログマネジメント
- Elastic
- Logz-io
- Splunk
- Sumo Logic
- LogTrust

## オンコール ツール（担当者の呼び出し）
- PagerDuty
- VictorOps
- OpsGenie